# Championnat d'Irlande de football gaélique 2012
Navigation
All-Ireland 2011 All-Ireland 2013
Le championnat d'Irlande de football gaélique 2012 ou 2012 All-Ireland Senior Football Championship (en anglais), est la cent vinqt-sixième édition de cette compétition. Il réunit 33 comtés (inclus Londres GAA et New York GAA) et est organisé par l'Association athlétique gaélique.
Il débute le 6 mai 2012 et s'achève le 23 septembre 2012 lors de la finale disputée à Croke Park.
Le Donegal GAA, en battant Mayo en finale (2-11/0-13), s'adjuge sa seconde Sam Maguire Cup et la première depuis 1992.

## Comtés participants
Au total, 33 comtés participent à cette édition, 31 comtés irlandais ainsi que ceux de Londres GAA et New York GAA représentant la diaspora irlandaise et concourant dans le comté du Connacht.
Comme lors des autres éditions, Kilkenny GAA ne présente aucune équipe dans le championnat de football.

## Formule de la compétition
Le All-Ireland 2012 se dispute, comme chaque année, sur une base provinciale, et selon le principe du tournoi à élimination directe.
Si un match s'achève sur un score de parité à l'issue des 70 minutes réglementaires et de la prolongation, il sera rejoué.
Dans chaque province, un tirage au sort intégrale est effectué au mois de novembre de l'année précédente, il détermine le tableau et l'ordre des matchs jusqu'à la finale.
Connacht Championship
Quarts de finale : (3 matchs) 6 équipes s'affrontent selon un tirage au sort intégrale. Les trois vainqueurs se qualifient pour les demi-finales, les trois équipes battues sont reversées dans le tournoi de qualification
Demi-finales : (2 matchs) les trois vainqueurs des quarts de finale retrouvent un quatrième équipe "exemptée". Les deux vainqueurs se qualifient pour la finale, les deux équipes battues sont reversées dans le tournoi de qualification.
Finale : (1 match) Les deux vainqueurs des demi-finales s'affrontent. L'équipe qui remporte le match est sacrée championne du Connacht, et s'adjuge la J.J. Nestor Cup, elle est directement qualifiée pour les quarts de finale du All-Ireland, 
l'équipe battue en finale dispute le quatrième et dernier tour du tournoi de qualification.
Leinster Championship
Tour préliminaire : (3 matchs) 6 équipes s'affrontent, les trois vainqueurs se qualifient pour les quarts de finale, les trois perdants sont reversés dans le tournoi de qualification.
Quarts de finale : (4 matchs) Les trois vainqueurs du tour préliminaire rejoignent les cinq équipes automatiquement qualifiées en quart de finale suivant le tirage au sort préalable. Les quatre vainqueurs se qualifient pour les demi-finales, les quatre équipes battues sont reversées dans le tournoi de qualification
Demi-finales : (2 matchs) les quatre vainqueurs des quarts de finale s'affrontent. Les deux vainqueurs se qualifient pour la finale, les deux équipes battues sont reversées dans le tournoi de qualification.
Finale : (1 match) Les deux vainqueurs des demi-finales s'affrontent. L'équipe qui remporte le match est sacrée championne du Leinster, et s'adjuge la Delaney Cup, elle est directement qualifiée pour les quarts de finale du All-Ireland, 
l'équipe battue en finale dispute le quatrième et dernier tour du tournoi de qualification.
Munster Championship
Quarts de finale : (2 matchs) Quatre équipes s'affrontent suivant le tirage au sort préalable. Les deux vainqueurs se qualifient pour les demi-finales, les deux équipes battues sont reversées dans le tournoi de qualification
Demi-finales : (2 matchs) les deux vainqueurs des quarts de finale retrouvent les deux équipes "exemptées". Les deux vainqueurs se qualifient pour la finale, les deux équipes battues sont reversées dans le tournoi de qualification.
Finale : (1 match) Les deux vainqueurs des demi-finales s'affrontent. L'équipe qui remporte le match est sacrée championne du Munster, et s'adjuge la Cuppy Cup, elle est directement qualifiée pour les quarts de finale du All-Ireland, 
l'équipe battue en finale dispute le quatrième et dernier tour du tournoi de qualification.
Ulster Championship
Tour préliminaire : (1 match) 2 équipes s'affrontent le vainqueur de ce match se qualifie pour les quarts de finale, le perdant est reversé dans le tournoi de qualification.
Quarts de finale : (4 matchs) Le vainqueur du tour préliminaire rejoint les sept autres équipes automatiquement qualifiées en quart de finale suivant le tirage au sort préalable. Les quatre vainqueurs se qualifient pour les demi-finales, les quatre équipes battues sont reversées dans le tournoi de qualification
Demi-finales : (2 matchs) les quatre vainqueurs des quarts de finale s'affrontent. Les deux vainqueurs se qualifient pour la finale, les deux équipes battues sont reversées dans le tournoi de qualification.
Finale : (1 match) Les deux vainqueurs des demi-finales s'affrontent. L'équipe qui remporte le match est sacrée championne du Leinster, et s'adjuge l'Anglo-Celt Cup, elle est directement qualifiée pour les quarts de finale du All-Ireland, 
l'équipe battue en finale dispute le quatrième et dernier tour du tournoi de qualification.

## Calendrier et résultats

### Championnat du Munster 2012
|  | Quarts de finale | Quarts de finale | Quarts de finale |  |  | Demi-finales | Demi-finales | Demi-finales |      |       | Finale du Munster | Finale du Munster | Finale du Munster |
|  |                  |                  |                  |  |  |              |              |              |      |       |                   |                   |                   |
|  | Limerick         | Limerick         | 2-12             |  |  |              |              |              |      |       |                   |                   |                   |
|  | Waterford        | Waterford        | 0-7              |  |  | Limerick     | Limerick     | 0-15         |      |       |                   |                   |                   |
|  |                  |                  |                  |  |  | Clare        | Clare        | 1-13         |      |       |                   |                   |                   |
|  |                  |                  |                  |  |  |              |              |              |      | Clare | Clare             | 0-13              |                   |
|  |                  |                  |                  |  |  |              | Cork         | Cork         | 3-16 |       |                   |                   |                   |
|  |                  |                  |                  |  |  | Cork         | Cork         | 0-17         |      |       |                   |                   |                   |
|  | Tipperary        | Tipperary        | 0-10             |  |  | Kerry        | Kerry        | 0-12         |      |       |                   |                   |                   |
|  | Kerry            | Kerry            | 0-16             |  |  |              |              |              |      |       |                   |                   |                   |
|  |                  |                  |                  |  |  |              |              |              |      |       |                   |                   |                   |
|  |                  |                  |                  |  |  |              |              |              |      |       |                   |                   |                   |

| 8 juillet 2012 | Cork | 3-16 - 0-13 | Clare                                                                                 | Gaelic Grounds, Limerick                           |                                                    |
| 2:00pm         | A Walsh 1-1, C Sheehan, C O'Neill 0-4 chacun, N Murphy, F Goold 1-0 chacun, D O'Connor, D Goulding, P Kerrigan 0-2 chacun, B O'Driscoll 0-1. |             | M O'Shea 0-4, R Donnelly, D Tubridy (2f) 0-3 chacun, G Brennan 0-2, Gordan Kelly 0-1. | Spectateurs : 9 139 Arbitrage : E Kinsella (Laois) | Spectateurs : 9 139 Arbitrage : E Kinsella (Laois) |
| 2:00pm         | fiche de match |             |                                                                                       | Spectateurs : 9 139 Arbitrage : E Kinsella (Laois) | Spectateurs : 9 139 Arbitrage : E Kinsella (Laois) |

### Championnat du Leinster 2012
|  | Tour préliminaire | Tour préliminaire | Tour préliminaire |  |  | Quarts de finale | Quarts de finale | Quarts de finale |      |        | Demi-finales | Demi-finales | Demi-finales |  |  | Finale | Finale | Finale |
|  |                   |                   |                   |  |  |                  |                  |                  |      |        |              |              |              |  |  |        |        |        |
|  | Westmeath         | Westmeath         | 0-14              |  |  |                  |                  |                  |      |        |              |              |              |  |  |        |        |        |
|  | Louth             | Louth             | 2-9               |  |  | Louth            | Louth            | 0-12             |      |        |              |              |              |  |  |        |        |        |
|  |                   |                   |                   |  |  | Dublin           | Dublin           | 2-22             |      |        |              |              |              |  |  |        |        |        |
|  |                   |                   |                   |  |  |                  |                  |                  |      | Dublin | Dublin       | 2-11         |              |  |  |        |        |        |
|  | Longford          | Longford          | 1-10              |  |  |                  | Wexford          | Wexford          | 1-10 |        |              |              |              |  |  |        |        |        |
|  | Laois             | Laois             | 0-12              |  |  | Longford         | Longford         | 0-15             |      |        |              |              |              |  |  |        |        |        |
|  |                   |                   |                   |  |  | Wexford          | Wexford          | 1-13             |      |        |              |              |              |  |  |        |        |        |
|  |                   |                   |                   |  |  |                  |                  |                  |      |        | Dublin       | Dublin       | 2-13         |  |  |        |        |        |
|  | Meath             | Meath             | 0-16              |  |  |                  | Meath            | Meath            | 1-13 |        |              |              |              |  |  |        |        |        |
|  | Wicklow           | Wicklow           | 0-11              |  |  | Meath            | Meath            | 2-21             |      |        |              |              |              |  |  |        |        |        |
|  |                   |                   |                   |  |  | Carlow           | Carlow           | 1-9              |      |        |              |              |              |  |  |        |        |        |
|  |                   |                   |                   |  |  |                  |                  |                  |      | Meath  | Meath        | 1-17         |              |  |  |        |        |        |
|  |                   |                   |                   |  |  |                  | Kildare          | Kildare          | 1-11 |        |              |              |              |  |  |        |        |        |
|  |                   |                   |                   |  |  | Offaly           | Offaly           | 0-6              |      |        |              |              |              |  |  |        |        |        |
|  |                   |                   |                   |  |  | Kildare          | Kildare          | 0-19             |      |        |              |              |              |  |  |        |        |        |
|  |                   |                   |                   |  |  |                  |                  |                  |      |        |              |              |              |  |  |        |        |        |

| 22 juillet 2012 | Dublin                                                                                              | 2-13 - 1-13 | Meath                                                                                          | Croke Park, Dublin                                   |                                                      |
| 4:00pm          | B Brogan (4f) 1-7, D Bastick 1-0, A Brogan, E O’Gara 0-2 chacun, K McManamon, J McCarthy 0-1 chacun |             | B Farrell (6f) 0-7, J Queeney 1-0, G Reilly 0-3, S Bray, J Sheridan (‘45’), D Tobin 0-1 chacun | Spectateurs : 69,656 Arbitrage : Marty Duffy (Sligo) | Spectateurs : 69,656 Arbitrage : Marty Duffy (Sligo) |
| 4:00pm          | fiche de match                                                                                      |             |                                                                                                | Spectateurs : 69,656 Arbitrage : Marty Duffy (Sligo) | Spectateurs : 69,656 Arbitrage : Marty Duffy (Sligo) |

### Championnat du Connacht 2012
|  | Quarts de finale | Quarts de finale | Quarts de finale |  |  | Demi-finales | Demi-finales | Demi-finales |      |       | Finale | Finale | Finale |
|  |                  |                  |                  |  |  |              |              |              |      |       |        |        |        |
|  | New York         | New York         | 0-6              |  |  |              |              |              |      |       |        |        |        |
|  | Sligo            | Sligo            | 3-21             |  |  | Sligo        | Sligo        | 2-14         |      |       |        |        |        |
|  | Galway           | Galway           | 3-15             |  |  | Galway       | Galway       | 0-15         |      |       |        |        |        |
|  | Roscommon        | Roscommon        | 0-10             |  |  |              |              |              |      | Sligo | Sligo  | 0-10   |        |
|  |                  |                  |                  |  |  |              | Mayo         | Mayo         | 0-12 |       |        |        |        |
|  |                  |                  |                  |  |  | Mayo         | Mayo         | 4-20         |      |       |        |        |        |
|  | Londres          | Londres          | 1-8              |  |  | Leitrim      | Leitrim      | 0-10         |      |       |        |        |        |
|  | Leitrim          | Leitrim          | 0-12             |  |  |              |              |              |      |       |        |        |        |
|  |                  |                  |                  |  |  |              |              |              |      |       |        |        |        |
|  |                  |                  |                  |  |  |              |              |              |      |       |        |        |        |

| 15 juillet 2012 | Sligo                                                                                         | 0-10 - 0-12 | Mayo | Dr. Hyde Park, Roscommon                               |                                                        |
| 2:00pm          | A Marren 0-3 (2f), D Maye (f, '45'), A Costello (2f), M Breheny (1f) 0-2 chacun, D Kelly 0-1. |             | C O’Connor 0-3 (2f, 1 ’45), A Dillon 0-2, A Moran, B Moran, L Keegan, C Boyle, A O’Shea, D Geraghty, E Varley (f) 0-1 chacun. | Spectateurs : 23 257 Arbitrage : Cormac Reilly (Meath) | Spectateurs : 23 257 Arbitrage : Cormac Reilly (Meath) |
| 2:00pm          | fiche de match                                                                                |             | | Spectateurs : 23 257 Arbitrage : Cormac Reilly (Meath) | Spectateurs : 23 257 Arbitrage : Cormac Reilly (Meath) |

### Championnat d'Ulster 2012
|  | Tour préliminaire | Tour préliminaire | Tour préliminaire |  |  | Quarts de finale | Quarts de finale | Quarts de finale |      |          | Demi-finales | Demi-finales | Demi-finales |  |  | Finale | Finale | Finale |
|  |                   |                   |                   |  |  |                  |                  |                  |      |          |              |              |              |  |  |        |        |        |
|  | Cavan             | Cavan             | 1-10              |  |  |                  |                  |                  |      |          |              |              |              |  |  |        |        |        |
|  | Donegal           | Donegal           | 1-16              |  |  | Donegal          | Donegal          | 2-13             |      |          |              |              |              |  |  |        |        |        |
|  |                   |                   |                   |  |  | Derry            | Derry            | 0-9              |      |          |              |              |              |  |  |        |        |        |
|  |                   |                   |                   |  |  |                  |                  |                  |      | Donegal  | Donegal      | 0-12         |              |  |  |        |        |        |
|  |                   |                   |                   |  |  |                  | Tyrone           | Tyrone           | 0-10 |          |              |              |              |  |  |        |        |        |
|  |                   |                   |                   |  |  | Tyrone           | Tyrone           | 0-19             |      |          |              |              |              |  |  |        |        |        |
|  |                   |                   |                   |  |  | Armagh           | Armagh           | 1-13             |      |          |              |              |              |  |  |        |        |        |
|  |                   |                   |                   |  |  |                  |                  |                  |      |          | Donegal      | Donegal      | 2-18         |  |  |        |        |        |
|  |                   |                   |                   |  |  |                  | Down             | Down             | 0-13 |          |              |              |              |  |  |        |        |        |
|  |                   |                   |                   |  |  | Monaghan         | Monaghan         | 1-12             |      |          |              |              |              |  |  |        |        |        |
|  |                   |                   |                   |  |  | Antrim           | Antrim           | 1-9              |      |          |              |              |              |  |  |        |        |        |
|  |                   |                   |                   |  |  |                  |                  |                  |      | Monaghan | Monaghan     | 1-13         |              |  |  |        |        |        |
|  |                   |                   |                   |  |  |                  | Down             | Down             | 1-14 |          |              |              |              |  |  |        |        |        |
|  |                   |                   |                   |  |  | Down             | Down             | 2-10             |      |          |              |              |              |  |  |        |        |        |
|  |                   |                   |                   |  |  | Fermanagh        | Fermanagh        | 1-8              |      |          |              |              |              |  |  |        |        |        |
|  |                   |                   |                   |  |  |                  |                  |                  |      |          |              |              |              |  |  |        |        |        |

| 22 juillet 2012 | Down | 0-13 - 2-18 | Donegal | St Tiernach's Park, Clones                             |                                                        |
| 2:00pm          | L Doyle (2f) 0-4, D O’Hare (1f) 0-2, C Laverty, A Rogers, K McKernan, A Brannigan, C Maginn, D Hughes, E McCartan 0-1 chacun |             | L McLoone, F McGlynn 1-0 chacun, C McFadden (3f) 0-6, Declan Walsh, R Bradley, M McHugh, M McElhinney 0-2 chacun, David Walsh, D McLaughlin, P McBrearty, M Murphy 0-1 chacun | Spectateurs : 34,696 Arbitrage : Joe McQuillan (Cavan) | Spectateurs : 34,696 Arbitrage : Joe McQuillan (Cavan) |
| 2:00pm          | fiche de match |             | | Spectateurs : 34,696 Arbitrage : Joe McQuillan (Cavan) | Spectateurs : 34,696 Arbitrage : Joe McQuillan (Cavan) |

### Tournoi de qualification

#### 1er tour
Le tirage au sort du 1er tour du tournoi de qualification se tient le lundi 18 juin 2012, le tirage comporte toutes les équipes éliminées avant leur demi-finales provinciales (excepté New York).
| 30 juin 2012 | Londres | 2-09 - 2-11 | Antrim | Emerald GAA Grounds, Ruislip  |                               |
| 1:00pm       | E O'Neill, C McCallion 1-1 chacun, M Mullins (1f), S McVeigh 0-2 chacun, S Kelly (f), J Scanlon, M Gottsche 0-1 chacun. |             | T McCann 0-5 (4f), A Gallagher, K Niblock 1-0 chacun, J Loughery, C Murray 0-2 chacun, M Sweeney, C Kelly 0-1 chacun. | Arbitrage : P Hughes (Armagh) | Arbitrage : P Hughes (Armagh) |
| 1:00pm       | fiche |             | | Arbitrage : P Hughes (Armagh) | Arbitrage : P Hughes (Armagh) |

| 30 juin 2012 | Wicklow | 1-17 - 0-15 (AET) | Waterford | O'Byrne Park, Aughrim            |                                  |
| 2:30pm       | C McGraynor 1-2, J McGrath (1 '45), J Kelly 0-3 chacun, S Furlong (1f), T Hannon (1f) 0-2 chacun, A Byrne, D Hayden, N Gaffney, J Stafford, N Mernagh 0-1 chacun. |                   | P Hurney 0-5, P Whyte (2f, 1 '45), M Ferncombe (1f) 0-3 chacun, S Briggs, T Grey, G Hurney, JJ Hutchinson 0-1 chacun. | Arbitrage : P O'Sullivan (Kerry) | Arbitrage : P O'Sullivan (Kerry) |
| 2:30pm       | fiche |                   | | Arbitrage : P O'Sullivan (Kerry) | Arbitrage : P O'Sullivan (Kerry) |

| 30 juin 2012 | Laois | 1-10 - 0-09 | Carlow                                                         | O'Moore Park, Portlaoise      |                               |
| 7:00pm       | J O'Loughlin 1-1, MJ Tierney 0-3 (2f), R Munnelly 0-2 (1f), B Quigley, D O'Connor, C Kelly, D Conway (f) 0-1 chacun |             | B Murphy 0-5 (3f), JJ Smith (2f), D St Ledger (1f) 0-2 chacun. | Arbitrage : S Doyle (Wexford) | Arbitrage : S Doyle (Wexford) |
| 7:00pm       | fiche |             |                                                                | Arbitrage : S Doyle (Wexford) | Arbitrage : S Doyle (Wexford) |

| 30 juin 2012 | Westmeath                                                                           | 1-15 - 0-12 | Louth                                                                                         | Cusack Park, Mullingar        |                               |
| 7:00pm       | C McCormack 1-3, G Egan, J Heslin (4f) 0-4 chacun, D Glennon 0-3 (1f), J Dolan 0-1. |             | D Clarke 0-4f, J McEneaney 0-3f, D Crilly, R Finnegan, D Byrne, A Hoey, JP Rooney 0-1 chacun. | Arbitrage : D Fahy (Longford) | Arbitrage : D Fahy (Longford) |
| 7:00pm       | fiche                                                                               |             |                                                                                               | Arbitrage : D Fahy (Longford) | Arbitrage : D Fahy (Longford) |

| 30 juin 2012 | Tipperary                                                                                         | 1-12 - 0-10 | Offaly                                             | Semple Stadium, Thurles   |                           |
| 7:00pm       | M Quinlivan 0-4 (1f), A Maloney 0-3, P Acheson 1-0, P Austin, R Ryan 0-2 chacun, B Mulvihill 0-1. |             | K Casey 0-5 (1f), N Dunne 0-3 (2f), N McNamee 0-2. | Arbitrage : C Lane (Cork) | Arbitrage : C Lane (Cork) |
| 7:00pm       | fiche                                                                                             |             |                                                    | Arbitrage : C Lane (Cork) | Arbitrage : C Lane (Cork) |

| 30 June 2012 | Longford | 0-17 - 2-8 | Derry                                                                                            | Pearse Park, Longford             |                                   |
| 7:00pm       | S McCormack 0-11 (9f), F McGee, B Kavanagh, B McElavaney, P McCormack, CP Smyth, M Quinn ('45') 0-1 chacun. |            | B McGoldrick 2-0, P Bradley 0-3 (1f), J McCamely 0-2, M Lynch, E McGuckin, E Bradley 0-1 chacun. | Arbitrage : Michael Duffy (Sligo) | Arbitrage : Michael Duffy (Sligo) |
| 7:00pm       | fiche |            |                                                                                                  | Arbitrage : Michael Duffy (Sligo) | Arbitrage : Michael Duffy (Sligo) |

| 1er Juillet 2012 | Roscommon                                                                     | 1-11 - 1-09 | Armagh                                                                           | Dr. Hyde Park, Roscommon           |                                    |
| 2:30pm           | D Shine 0-7 (6f), S Kilbride 1-1 (1f), C Shine, K Mannion, C Cregg 0-1 chacun |             | J Clarke 1-3, A Forker (2f), T Kernan 0-2 chacun, J Hanratty, A Duffy 0-1 chacun | Arbitrage : Maurice Deegan (Laois) | Arbitrage : Maurice Deegan (Laois) |
| 2:30pm           | fiche                                                                         |             |                                                                                  | Arbitrage : Maurice Deegan (Laois) | Arbitrage : Maurice Deegan (Laois) |

| 1er Juillet 2012 | Fermanagh                                                      | 0-15 - 3-13 | Cavan | Brewster Park, Enniskillen    |                               |
| 2:30pm           | D Kille 0-9 (8f); T Corrigan 0-3; P Ward 0-2 (1f); R Jones 0-1 |             | J Brady 0-5 (2f); G McKiernan, E Keating, N McDermott (1f) 1-1 chacun; D Reilly, N Smith, T Corr, K Tierney, D McKiernan 0-1 chacun | Arbitrage : B Cassidy (Derry) | Arbitrage : B Cassidy (Derry) |
| 2:30pm           | fiche                                                          |             | | Arbitrage : B Cassidy (Derry) | Arbitrage : B Cassidy (Derry) |

#### 2etour
Le tirage au sort du 2e tour de qualification se tient le 2 juillet 2012. Ce tirage comporte les équipes éliminées en demi-finale provinciale dans le premier pot, et les équipes ayant remporté leur match au 1er tour de qualification dans le second pot. 
| 15 juillet 2012 | Westmeath | 1-12 - 2-10 | Kerry | Cusack Park, Mullingar                                |                                                       |
| 15:00           | J Heslin (4f) 0-05, David Glennon (1pen) 1-0, K Martin (1f) 0-02, P Sharry, G Egan, D Corroon, Denis Glennon, R Foley 0-01 chacun |             | B Sheehan (1pen)(3f) 1-03, Darran O’Sullivan 1-0, C Cooper (2f) 0-03, J O’Donoghue, P Galvin 0-02 chacun | Spectateurs : 6 620 Arbitrage : M Higgins (Fermanagh) | Spectateurs : 6 620 Arbitrage : M Higgins (Fermanagh) |
| 15:00           | fiche |             | | Spectateurs : 6 620 Arbitrage : M Higgins (Fermanagh) | Spectateurs : 6 620 Arbitrage : M Higgins (Fermanagh) |

| 14 July 2012 | Longford                                                                           | 1-15 - 1-21 (AET) | Limerick | Pearse Park, Longford         |                               |
| 14:00        | S McCormack 0-08 (4f), F McGee 0-04, N Mulligan 1-00, P Barden 0-02, D Barden 0-01 |                   | D O’Connor 1-02, I Ryan 0-05 (3f), E O’Connor, I Corbett 0-03 each, S Buckley 0-02, S Kelly, S Lucey, B Scanlon (0-01 ‘45’), J McCarthy, M Sheehan, S O’Carroll 0-01 chacun | Arbitrage : P Hughes (Armagh) | Arbitrage : P Hughes (Armagh) |
| 14:00        | fiche                                                                              |                   | | Arbitrage : P Hughes (Armagh) | Arbitrage : P Hughes (Armagh) |

| 14 juillet 2012 | Antrim                                                                                     | 0-11 - 0-10 | Galway                                                                                                  | Casement Park, Belfast        |                               |
| 15:00           | T McCann 0-04 (2f), M McCann 0-03, J Loughrey, C Kelly, A Gallagher, D O’Hagan 0-01 chacun |             | M Hehir (3f) 0-03, P Joyce (1f) M Meehan (2f) 0-02 chacun, G O'Donnell, C Doherty, P Conroy 0-01 chacun | Arbitrage : D Fahy (Longford) | Arbitrage : D Fahy (Longford) |
| 15:00           | fiche                                                                                      |             | | Arbitrage : D Fahy (Longford) | Arbitrage : D Fahy (Longford) |

| 14 juillet 2012 | Leitrim                                                       | 0-13 - 0-10 | Wicklow                                                                                       | Páirc Seán Mac Diarmada, Carrick-on-Shannon       |                                                   |
| 18:00           | E Mulligan 0-6 (6f), J Glancy 0-5, R Cox, G Hickey 0-1 chacun |             | J Kelly 0-3, S Furlong (1f), J McGrath 0-2 each, T Hannon (1f), D Healy, N Mernagh 0-1 chacun | Spectateurs : 3 346 Arbitrage : B Cassidy (Derry) | Spectateurs : 3 346 Arbitrage : B Cassidy (Derry) |
| 18:00           | fiche                                                         |             |                                                                                               | Spectateurs : 3 346 Arbitrage : B Cassidy (Derry) | Spectateurs : 3 346 Arbitrage : B Cassidy (Derry) |

| 14 juillet 2012 | Tipperary | 1-13 - 0-15 | Wexford                                                                                  | Semple Stadium, Thurles           |                                   |
| 17:00           | M Quinlivan 0-04 (1f), D Leahy 1-00, P Austin, B Fox & A Maloney (2f) 0-02 chacun, A Campbell, H Coghlan & P Acheson 0-01 chacun |             | S Roche 0-05 (3f), R Barry 0-04 (3f, 1 45), PJ Banville 0-03, C Lyng 0-2, B Brosnan 0-01 | Arbitrage : Michael Duffy (Sligo) | Arbitrage : Michael Duffy (Sligo) |
| 17:00           | fiche |             |                                                                                          | Arbitrage : Michael Duffy (Sligo) | Arbitrage : Michael Duffy (Sligo) |

| 15 juillet 2012 | Cavan                                                                      | 1-09 - 3-20 | Kildare | Breffni Park, Cavan                                  |                                                      |
| 15:00           | E Keating 1-01, N McDermott (3f) 0-03, J Brady (3f) 0-03, G McKiernan 0-02 |             | A Smith 1-05, E O’Flaherty (7f) 0-08, M Conway (2f) 1-04, E Bolton 1-0, J Doyle, S Johnston (1f), D Earley 0-01 chacun | Spectateurs : 14 558 Arbitrage : Marty Duffy (Sligo) | Spectateurs : 14 558 Arbitrage : Marty Duffy (Sligo) |
| 15:00           | fiche                                                                      |             | | Spectateurs : 14 558 Arbitrage : Marty Duffy (Sligo) | Spectateurs : 14 558 Arbitrage : Marty Duffy (Sligo) |

| 15 juillet 2012 | Laois | 2-12 - 0-12 | Monaghan                                                                                    | O'Moore Park, Portlaoise           |                                    |
| 15:00           | C Kelly 1-02, B Quigley 1-01, R Munnelly 0-03 (3f), D O’Connor 0-02, C Boyle, P Clancy, G Walsh, MJ Tierney (1 ‘45’) 0-01 chacun |             | C McManus 0-05 (3f), P Finlay 0-03 (2f), T Freeman, D Clerkin, D Mone, O Lennon 0-01 chacun | Arbitrage : David Coldrick (Meath) | Arbitrage : David Coldrick (Meath) |
| 15:00           | fiche |             |                                                                                             | Arbitrage : David Coldrick (Meath) | Arbitrage : David Coldrick (Meath) |

| 14 juillet 2012 | Roscommon                                                             | 0-08 - 1-16 | Tyrone | Dr. Hyde Park, Roscommon     |                              |
| 14:00           | C Cregg 0-4, D Shine 0-2 (1f), S Kilbride, G Heneghan (1f) 0-1 chacun |             | P Harte 1-0 (pen), O Mulligan 0-5 (2f), D McCurry 0-4, J McMahon (1f), M Penrose (1f) 0-2 chacun, N McKenna, S O’Neill, J Lafferty 0-1 chacun | Arbitrage : R Hickey (Clare) | Arbitrage : R Hickey (Clare) |
| 14:00           | fiche                                                                 |             | | Arbitrage : R Hickey (Clare) | Arbitrage : R Hickey (Clare) |

#### 3etour
| 21 juillet 2012 | Kerry | 1-16 - 1-06 | Tyrone                                                                                               | Fitzgerald Stadium, Killarney                           |                                                         |
|                 | C Cooper 0-05 (1f), K Donaghy 1-01, B Sheehan (3f), Declan O’Sullivan 0-03 chacun, James O’Donoghue 0-02, P Galvin, P Curtin 0-01 chacun |             | C Gormley 1-00, M Penrose (1f), D McCurry, C Cavanagh, Sean O’Neill, C Clarke, A Cassidy 0-01 chacun | Spectateurs : 24 370 Arbitrage : David Coldrick (Meath) | Spectateurs : 24 370 Arbitrage : David Coldrick (Meath) |
|                 | fiche |             | | Spectateurs : 24 370 Arbitrage : David Coldrick (Meath) | Spectateurs : 24 370 Arbitrage : David Coldrick (Meath) |

| 21 juillet 2012 | Kildare | 0-19 - 0-12 (AET) | Limerick                                                                                    | O'Moore Park, Portlaoise                               |                                                        |
|                 | J Kavanagh, M Conway (0-02f) 0-03 chacun, J Doyle (0-02f), M O’Flaherty, S Johnston 0-02 chacun, E O’Flaherty (0-01f), A Smith, R Kelly, M Foley, E Bolton, P O’Neill, E Doyle 0-01 chacun. |                   | I Ryan 0-07 (0-05f), S Kelly, D Quaid, G Collins, E O’Connor, B Scanlon (0-01f) 0-01 chacun | Spectateurs : 11 345 Arbitrage : Barry Cassidy (Derry) | Spectateurs : 11 345 Arbitrage : Barry Cassidy (Derry) |
|                 | fiche |                   |                                                                                             | Spectateurs : 11 345 Arbitrage : Barry Cassidy (Derry) | Spectateurs : 11 345 Arbitrage : Barry Cassidy (Derry) |

| 21 juillet 2012 | Tipperary                                                                           | 0-10 - 0-08 | Antrim                                                                                         | Semple Stadium, Thurles                            |                                                    |
|                 | A Maloney 0-06 (3f), G Hannigan, D Leahy, M Quinlivan (1f), B Mulvihill 0-01 chacun |             | J Loughrey, T McCann (1 ‘45’) 0-02 chacun, S McDonagh, M McCann, K Brady, M Magill 0-01 chacun | Spectateurs : 2 563 Arbitrage : E Kinsella (Laois) | Spectateurs : 2 563 Arbitrage : E Kinsella (Laois) |
|                 | fiche                                                                               |             |                                                                                                | Spectateurs : 2 563 Arbitrage : E Kinsella (Laois) | Spectateurs : 2 563 Arbitrage : E Kinsella (Laois) |

| 21 juillet 2012 | Leitrim                                                        | 1-11 - 1-13 | Laois | Páirc Seán Mac Diarmada, Carrick on Shannon |  |
|                 | E Mulligan 0-06 (6f), K Conlon 1-02, R Cox 0-02, C Clarke 0-01 |             | C Boyle 1-00, R Munnelly 0-03, C Kelly (1f), MJ Tierney (2f), C Begley 0-02 chacun, B Sheehan, P Clancy 0-01 chacun |                                             |  |
|                 | fiche                                                          |             | |                                             |  |

#### 4eet dernier tour
| 28 juillet 2012 | Clare                                               | 1-06 - 2-22 | Kerry | Gaelic Grounds, Limerick           |                                    |
| 19:00           | D Russell 1-01, D Tubridy (3f) 0-03, G Quinlan 0-02 |             | C Cooper 1-04, J O'Donoghue 1-03, B Sheehan (4f) 0-04, K Donaghy 0-03, Declan O'Sullivan, K O'Leary 0-02 chacun, M Ó Sé, D Walsh, A Maher, P Galvin 0-01 chacun | Arbitrage : Maurice Deegan (Laois) | Arbitrage : Maurice Deegan (Laois) |
| 19:00           | fiche                                               |             | | Arbitrage : Maurice Deegan (Laois) | Arbitrage : Maurice Deegan (Laois) |

| 28 juillet 2012 | Sligo                                                 | 0-04 - 0-13 | Kildare | Dr. Hyde Park, Roscommon           |                                    |
| 18:30           | A Marren (2f) 0-02, D Maye (1f), E O’Hara 0-01 chacun |             | E O’Flaherty (4f) 0-04, M Conway (2f), A Smith 0-02 chacun, T O’Connor, J Kavanagh, R Kelly, E Bolton, E Doyle 0-01 chacun | Arbitrage : David Coldrick (Meath) | Arbitrage : David Coldrick (Meath) |
| 18:30           | fiche                                                 |             | | Arbitrage : David Coldrick (Meath) | Arbitrage : David Coldrick (Meath) |

| 28 juillet 2012 | Down | 1-13 - 0-11 | Tipperary                                                                                              | Cusack Park, Mullingar       |                              |
| 16:00           | B Coulter 1-02, A Rogers (1f), M Poland (1f) 0-04 chacun, D Gordon, B McArdle, K Duffin (1f) 0-01 chacun |             | A Maloney (2f), M Quinlivan (2f) 0-03 chacun, P Austin 0-02, B Fox, P Acheson, B Mulvihill 0-01 chacun | Arbitrage : C Reilly (Meath) | Arbitrage : C Reilly (Meath) |
| 16:00           | fiche |             | | Arbitrage : C Reilly (Meath) | Arbitrage : C Reilly (Meath) |

| 28 juillet 2012 | Meath                                                                                    | 1-12 - 1-15 | Laois | O'Connor Park, Tullamore          |                                   |
| 15:30           | P Byrne 1-0, B Farrell 0-8 (8f), S Bray (1f), G Reilly, M Burke, E Harrington 0-1 chacun |             | R Munnelly (1pen, 1f) 1-04, P Clancy, C Kelly (1 ’45), MJ Tierney (1f) 0-2 chacun, D O’Connor, B Sheehan, C Begley, B Quigley, D Strong 0-1 chacun | Arbitrage : Joe McQuillan (Cavan) | Arbitrage : Joe McQuillan (Cavan) |
| 15:30           | fiche                                                                                    |             | | Arbitrage : Joe McQuillan (Cavan) | Arbitrage : Joe McQuillan (Cavan) |

### Phases finales
|  | Quarts de finale | Quarts de finale |             |      | Demi-finales | Demi-finales |  |  | Finale | Finale |
|  | Quarts de finale | Quarts de finale |             |      | Demi-finales | Demi-finales |  |  | Finale | Finale |
|  |                  |                  |             |      |              |              |  |  |        |        |
|  |                  |                  |             |      |              |              |  |  |        |        |
|  |                  |                  |             |      |              |              |  |  |        |        |
|  | Mayo GAA         | 3-18             |             |      |              |              |  |  |        |        |
|  | Mayo GAA         | 3-18             |             |      |              |              |  |  |        |        |
|  | Down GAA         | 2-09             |             |      |              |              |  |  |        |        |
|  | Down GAA         | 2-09             | Dublin GAA  | 0-16 |              |              |  |  |        |        |
|  |                  |                  | Dublin GAA  | 0-16 |              |              |  |  |        |        |
|  |                  | Mayo GAA         | 0-19        |      |              |              |  |  |        |        |
|  | Dublin GAA       | Mayo GAA         | 0-19        | 1-12 |              |              |  |  |        |        |
|  | Dublin GAA       |                  |             | 1-12 |              |              |  |  |        |        |
|  | Laois GAA        | 0-12             |             |      |              |              |  |  |        |        |
|  | Laois GAA        | 0-12             | Donegal GAA | 2-11 |              |              |  |  |        |        |
|  |                  |                  | Donegal GAA | 2-11 |              |              |  |  |        |        |
|  |                  | Mayo GAA         | 0-13        |      |              |              |  |  |        |        |
|  | Cork GAA         | Mayo GAA         | 0-13        | 2-19 |              |              |  |  |        |        |
|  | Cork GAA         |                  |             | 2-19 |              |              |  |  |        |        |
|  | Kildare GAA      | 0-12             |             |      |              |              |  |  |        |        |
|  | Kildare GAA      | 0-12             | Cork GAA    | 1-11 |              |              |  |  |        |        |
|  |                  |                  | Cork GAA    | 1-11 |              |              |  |  |        |        |
|  |                  | Donegal GAA      | 0-16        |      |              |              |  |  |        |        |
|  | Donegal GAA      | Donegal GAA      | 0-16        | 1-12 |              |              |  |  |        |        |
|  | Donegal GAA      |                  |             | 1-12 |              |              |  |  |        |        |
|  | Kerry GAA        | 1-10             |             |      |              |              |  |  |        |        |
|  | Kerry GAA        | 1-10             |             |      |              |              |  |  |        |        |

Les quarts-de-finale voient l’entrée en lice des quatre champions provinciaux, Mayo, Dublin, Donegal et Cork. Chacune de ces équipes joue contre un des quatre vainqueurs du quatrième tour.

#### Quarts de finale
| 4 août 2012 | Mayo | 3-18 - 2-09 | Down                                                             | Croke Park, Dublin                 |                                    |
| 17:00       | M Conroy 2-01, J Doherty 1-00, C O’Connor (6f) 0-07, A Dillon 0-04, K McLoughlin 0-02, L Keegan, A O’Shea, A Moran, E Varley 0-01 chacun |             | B Coulter 1-01, K King 1-00, A Carr (5f) 0-07, L Doyle (1f) 0-01 | Arbitrage : Maurice Deegan (Laois) | Arbitrage : Maurice Deegan (Laois) |
| 17:00       | fiche de match |             |                                                                  | Arbitrage : Maurice Deegan (Laois) | Arbitrage : Maurice Deegan (Laois) |

| 4 août 2012 | Dublin | 1-12 - 0-12 | Laois                                                                | Croke Park, Dublin                |                                   |
| 19:00       | MD Macauley 1-00, B Brogan (3f) 0-04, S Cluxton (1f, 2 ’45) 0-03, P Flynn 0-02, E O’Gara, K Nolan, D Bastick 0-01 chacun |             | R Munnelly (5f) 0-06, C Kelly (3f) 0-03, G Walsh 0-02, C Begley 0-01 | Arbitrage : Cormac Reilly (Meath) | Arbitrage : Cormac Reilly (Meath) |
| 19:00       | fiche de match |             |                                                                      | Arbitrage : Cormac Reilly (Meath) | Arbitrage : Cormac Reilly (Meath) |

| 5 août 2012 | Cork | 2-19 - 0-12 | Kildare | Croke Park, Dublin                |                                   |
| 14:00       | C O’Neill (2f) 1-03, E Doyle o.g., D O’Connor 0-4 (1f, 2 ’45), A Walsh 0-3 (1f), P Kerrigan, D Goulding, P O’Neill, P Kissane 0-02 chacun, F Goold 0-01 |             | A Smith (1f) 0-04, J Doyle (1f) 0-03, H McGrillen, R Kelly, E O’Flaherty (f), M Conway (f), D Earley 0-1 chacun | Arbitrage : Joe McQuillan (Cavan) | Arbitrage : Joe McQuillan (Cavan) |
| 14:00       | fiche de match |             | | Arbitrage : Joe McQuillan (Cavan) | Arbitrage : Joe McQuillan (Cavan) |

| 5 août 2012 | Donegal                                                                                               | 1-12 - 1-10 | Kerry | Croke Park, Dublin              |                                 |
| 16:00       | C McFadden (1-00sl, 2f) 1-05, M Murphy (2f) 0-03, L McLoone, P McBrearty, C Toye, K Lacey 0-01 chacun |             | C Cooper (2f) 0-04, K Donaghy 1-00, A Maher 0-02, B Sheehan (1f), Declan O’Sullivan, J O’Donoghue, P Galvin 0-01 chacun | Arbitrage : Marty Duffy (Sligo) | Arbitrage : Marty Duffy (Sligo) |
| 16:00       | fiche de match                                                                                        |             | | Arbitrage : Marty Duffy (Sligo) | Arbitrage : Marty Duffy (Sligo) |

#### Demi-finales
| 26 août 2012 | Cork                                                                                          | 1-11 - 0-16 | Donegal | Croke Park, Dublin                                      |                                                         |
| 15:30        | C O’Neill 1-03, C O’Neill 0-03, P Kerrigan 0-02, D Goulding (f), P Kelly, A Walsh 0-01 chacun |             | C McFadden (2f, 1 ’45) 0-05, M Murphy (3f) 0-03, K Lacey 0-02, M McHugh, A Thompson, F McGlynn, D Walsh, M McElhinney, R Kavanagh 0-01 chacun | Spectateurs : 55 169 Arbitrage : David Coldrick (Meath) | Spectateurs : 55 169 Arbitrage : David Coldrick (Meath) |
| 15:30        | fiche de match                                                                                |             | | Spectateurs : 55 169 Arbitrage : David Coldrick (Meath) | Spectateurs : 55 169 Arbitrage : David Coldrick (Meath) |

| 2 septembre 2012 | Mayo | 0-19 - 0-16 | Dublin                                                                                         | Croke Park, Dublin                                     |                                                        |
| 15:30            | C O’Connor (3 ’45, 3f) 0-07, A Dillon 0-03, K McLoughlin, E Varley (1f) 0-02 chacun, B Moran, M Conroy, R Feeney, S O’Shea, J Doherty 0-01 chacun |             | B Brogan (6f) 0-06, C Kilkenny, S Cluxton (3 ’45) 0-03 chacun, D Connolly, P Flynn 0-02 chacun | Spectateurs : 81 364 Arbitrage : Joe McQuillan (Cavan) | Spectateurs : 81 364 Arbitrage : Joe McQuillan (Cavan) |
| 15:30            | fiche de match |             |                                                                                                | Spectateurs : 81 364 Arbitrage : Joe McQuillan (Cavan) | Spectateurs : 81 364 Arbitrage : Joe McQuillan (Cavan) |

#### Finale
| 23 septembre 2012 | Donegal                                                                                  | 2-11 - 0-13 | Mayo | Croke Park, Dublin                                      |                                                         |
|                   | M Murphy (3f), C McFadden (3f) 1-04 chacun, R Bradley, N Gallagher, F McGlynn 0-1 chacun |             | C O’Connor (5f) 0-05, E Varley (1f), K McLoughlin 0-02 chacun, L Keegan, M Conroy, R Feeney, J Gibbons 0-01 chacun | Spectateurs : 82 269 Arbitrage : Maurice Deegan (Laois) | Spectateurs : 82 269 Arbitrage : Maurice Deegan (Laois) |
|                   | fiche de match                                                                           |             | | Spectateurs : 82 269 Arbitrage : Maurice Deegan (Laois) | Spectateurs : 82 269 Arbitrage : Maurice Deegan (Laois) |

## Statistiques

### buts et points
- Premier but du championnat : 
  - Stephen Coen pour Sligo contre New York (Quart de finale du Connacht)
- Plus large écart de points : 24 points
  - Sligo 3-21 - 0-06 New York (Quart de finale du Connacht)
- Plus de buts sur un match : 5
  - Mayo 3-18 - 2-09 Down (Quart de finale All Ireland)
- Plus de points sur un match : 35
  - Mayo 0-19 - 0-16 Dublin (Demi-finale All Ireland)
- Record de buts par une équipe sur un match : 4
  - Mayo 4-20 - 0-10 Leitrim (Demi-finale Connacht)
- Score cumulé le plus élevé : 42 points
  - Mayo 4-20 - 0-10 Leitrim (Demi-finale Connacht)
- Score cumulé le plus faible : 17 points
  - Sligo 0-04 - 0-13 Kildare (4e tour de qualification)
- Plus de buts inscrits par une équipe battue : 2
  - Londres 2-09 - 2-11 Antrim (1er tour de qualification)
  - Longford 0-17 - 2-8 Derry (1er tour de qualification)
  - Mayo 3-18 - 2-9 Down (Quart de finale All Ireland)

#### Meilleurs marqueurs

##### Saison
|    | Nom              | Equipe   | Détail | Total | Matchs | Moyenne |
| -- | ---------------- | -------- | ------ | ----- | ------ | ------- |
| 1  | Colm McFadden    | Donegal  | 4-32   | 44    | 7      | 6.3     |
| 1  | Brian Farrell    | Meath    | 0-37   | 37    | 6      | 6.2     |
| 3  | Sean McCormack   | Longford | 0-33   | 33    | 5      | 6.6     |
| 4  | Bernard Brogan   | Dublin   | 3-23   | 32    | 5      | 6.4     |
| 5  | Ian Ryan         | Limerick | 1-28   | 31    | 4      | 7.8     |
| 6  | Colm Cooper      | Kerry    | 1-25   | 28    | 4      | 7.0     |
| 7  | Cillian O'Connor | Mayo     | 0-28   | 28    | 5      | 5.6     |
| 8  | Emlyn Mulligan   | Leitrim  | 0-24   | 24    | 4      | 8.0     |
| 9  | Adrian Marron    | Sligo    | 2-17   | 24    | 4      | 6.0     |
| 10 | Mikey Conway     | Kildare  | 2-16   | 22    | 6      | 3.7     |

##### Sur un match
|   | Nom            | Détail | Total | Comté     |   | Adversaire |
| - | -------------- | ------ | ----- | --------- | - | ---------- |
| 1 | Adrian Marren  | 2-06   | 12    | Sligo     | v | Galway     |
| 2 | Sean McCormack | 0-11   | 11    | Longford  | v | Derry      |
| 2 | Bernard Brogan | 2-05   | 11    | Dublin    | v | Louth      |
| 4 | Ian Ryan       | 0-10   | 10    | Limerick  | v | Clare      |
| 4 | Ian Ryan       | 1-07   | 10    | Limerick  | v | Waterford  |
| 4 | Stephen Coen   | 2-04   | 10    | Sligo     | v | New York   |
| 7 | Daniel Kille   | 0-09   | 9     | Fermanagh | v | Cavan      |
| 7 | Colm McFadden  | 1-06   | 9     | Donegal   | v | Cavan      |
| 9 | Martin Penrose | 0-08   | 8     | Tyrone    | v | Armagh     |
| 9 | Darren Clarke  | 0-08   | 8     | Louth     | v | Dublin     |
| 9 | Brian Farrell  | 0-08   | 8     | Meath     | v | Carlow     |
| 9 | J. J. Smith    | 1-05   | 8     | Carlow    | v | Meath      |